# SummerSlam 2025
SummerSlam (2025) was de  38e editie  van het professioneel worstel-pay-per-view (PPV) en livestreaming WWE Network/Netflix evenement van SummerSlam dat georganiseerd werd door WWE voor haar Raw en SmackDown brands. Het evenement was voor het eerst een 2 daagse PPV en livestream evenement en vond plaats op 2 augustus en 3 augustus 2025 in  het  MetLife Stadium in East Rutherford, New Jersey. 

## Productie

### Verhaallijnen
De wedstrijd kaart bevatte overeenkomsten die het resultaat zijn van gescripte verhaallijnen. De resultaten werden vooraf bepaald door de schrijvers van WWE op de merken Raw en SmackDown, terwijl verhaallijnen worden geproduceerd in de wekelijkse televisieprogramma's van WWE, Monday Night Raw en Friday Night SmackDown.

## Heel/face turns
De volgende WWE Superstar werd heel of face tijdens dit evenement.
| Worstelaar(s) | status voor SS | Status na SS |
| ------------- | -------------- | ------------ |
| John Cena     | Tweener        | Face         |

## Matches
De onderstaande wedstrijden zijn al bevestigd middels een bronvermelding.
Avond 1 (2 augustus 2025)
| Nr. | Match                                                                                      | Winnaar(s)                    | Opmerkingen | Bron  |
| --- | ------------------------------------------------------------------------------------------ | ----------------------------- | --- | ----- |
| 1   | Tiffany Stratton (vk) vs. Jade Cargill                                                     | Tiffany Stratton              | Een op een wedstrijd voor het WWE Women's Championship.                                                                 | [ 2 ] |
| 2   | Randy Orton & Jelly Roll vs. Drew McIntyre & Logan Paul                                    | Drew McIntyre & Logan Paul    | Tag Team wedstrijd | [ 3 ] |
| 3   | Gunther (vk) vs. CM Punk                                                                   | CM Punk (nk)                  | Een-Tegen-Een wedstrijd voor het World Heavyweight Championship                                                         | [ 4 ] |
| 4   | The Judgment Day (Raquel Rodriguez & Roxanne Perez) (vk) vs. Charlotte Flair & Alexa Bliss | Charlotte Flair & Alexa Bliss | Tag Team wedstrijd voor het WWE Women's Tag Team Championship.                                                          | [ 5 ] |
| 5   | Roman Reigns & Jey Uso vs. Bron Breakker & Bronson Reed (met Paul Heyman)                  | Roman Reigns & Jey Uso        | Tag Team wedstrijd | [ 6 ] |
| 6   | Sami Zayn vs. Karrion Kross (met Scarlett)                                                 | Sami Zayn                     | Een-Tegen een wedstrijd                                                                                                 | [ 7 ] |
| 7   | CM Punk (vk) vs. Seth Rollins                                                              | Seth Rollins (nk)             | Een-Tegen-Een wedstrijd voor het World Heavyweight Championship. Dit was Rollins's Money in the Bank cash-in wedstrijd. |       |

Avond 2 (3 augustus 2025)
| Nr. | Match | Winnaar(s)                                | Opmerkingen | Bron   |
| --- | --- | ----------------------------------------- | --- | ------ |
| 1   | Naomi (vk) vs. Rhea Ripley vs. Iyo Sky | Naomi                                     | Triple threat wedstrijd voor het Women's World Championship | [ 8 ]  |
| 2   | Becky Lynch (vk) vs. Lyra Valkyria | Becky Lynch                               | No Disqualification, No Countout ,Last Chance match voor het WWE Women's Intercontinental Championship. omdat Lynch won mag Valkyria haar niet meer uitdagen zolang zij kampioen is. | [ 9 ]  |
| 3   | Solo Sikoa (vk) vs. Jacob Fatu | Solo Sikoa                                | Steel Cage match for the WWE United States Championship | [ 10 ] |
| 4   | Dominik Mysterio (vk) vs AJ Styles | Dominik Mysterio                          | Een-Tegen-Een wedstrijd voor het voor het WWE Intercontinental Championship | [ 11 ] |
| 5   | The Wyatt Sicks (Dexter Lumis & Joe Gacy) (vk) vs. Andrade & Rey Fénix vs. #DIY (Johnny Gargano & Tommaso Ciampa) vs. Fraxiom (Axiom & Nathan Frazer) vs. Motor City Machine Guns (Alex Shelley & Chris Sabin) vs. The Street Profits (Angelo Dawkins & Montez Ford) | The Wyatt Sicks (Dexter Lumis & Joe Gacy) | Zes team Tables, Ladders and Chairs match voor het WWE Tag Team Championship. | [ 12 ] |
| 6   | John Cena (vk) vs. Cody Rhodes | Cody Rhodes (nk)                          | Street fight voor het Undisputed WWE Championship | [ 13 ] |